# جوشقان قالی
جوشِقان قالی یکی از شهرهای  بخش قمصر شهرستان کاشان در استان اصفهان در مرکز ایران است.
جوشقان قالی در ۶۰ کیلومتری کاشان و ۹۰ کیلومتری اصفهان قرار گرفته است. این شهر از ادغام دو روستای جوشقان و شهرک وحدت تشکیل شده است و شهرداری این شهر در ۲۳ اسفند ۱۳۸۰ آغاز به‌کار کرد؛ ولی از سال ۱۳۹۲ در این شهر با تقسیم به شهر جوشقان قالی و شهر کامو و چوکان دو شهرداری مستقر شده است.
آب و هوای این شهر سرد و معتدل است.
نام این شهر به تلفظ محلی: گوشگون است، که در آن "گون" پسوند مکان است و معنای این نام جا یا مکانی است که در گوشه قرار گرفته است. (شبیه این نام گذاری در شهرهایی در اطراف هم دیده می‌شود مثل "دلیگون" یا "دلیجان" و "وژگون" یا "وزوان") که بعد از تسلط اعراب شکل معرب (عربی وار) آن یعنی "جوشقان" رواج یافته است.

## اقتصاد و دیدنی‌ها
به باور آرتور پوپ در کتاب هنر ایران، جوشقان در روزگار صفوی مرکز کارگاه‌های سلطنتی بافت بوده است. از حدود ۱۵۰ قالی نفیس ایرانی که او در کتابش معرفی کرده، ۳۶ نمونه آن جوشقانی است.
از کشتزارهای جوشقان قالی هر ساله ۵۰۰ تن گل محمدی به‌دست می‌آید و به خاطر هوای خوب آن بوته‌های گل محمدی تا ۶۰ روز گل دارند.
این شهر ۲امامزاده دارد: «قاسم» و «محمد»
سنگ‌های بنای میدان آزادی تهران همه از کوهی در شهر جوشقان و کامو کنده شده‌اند. احداث بلوار اصلی جوشقان، خیابان باهنر، خیابان شهیدآوینی، کتابخانه و مجتمع فرهنگی، و مصلای جدید نماز از طرح‌های در دست اقدام در جوشقان قالی هستند.

## فرهنگ و زبان
در جوشقان قالی، ۳۵ روز پیش از نوروز، روز اول سال است. در میان جوشقانی‌ها (و همچنین سایر مناطق جمعیتی این محدوده نظیر  کامو و چوکان و…) رسم است که مردان در این روز به زنان هدیه‌ای بدهند که به آن «اسفندی» می‌گویند. این رسم مشابه رسم هدیه روز والنتین است.
از جشن‌های دیگر محلی جشن «قوچ پاجن» (قوچ (گوسفند نر) و پازن (بز نر)) است. در این جشن مردم به شاخ قوچ‌ها انار می‌آویزند تا بره‌های بیشتری به‌دنیا آورد.
شیرینی بومی جوشقان برشتوگ نام دارد. قالی و سفره‌بافی از صنایع دستی اصلی محل (بوده) است.
سفره‌های کامو شهرت جهانی داشته و در رده گرانترین دست باف‌ها محسوب می‌شود.
گویش مردم جوشقان قالی یکی از گویش‌های زبان راژی در شاخهٔ زبان‌های ایرانی مرکزی است.
ادوارد براون انگلیسی که در زمان ناصرالدین شاه قاجار در تاریخ چهارم اکتبر ۱۸۸۷ میلادی تا سپتامبر ۱۸۸۸. م به صورت یک جهانگرد به ایران آمده و کتابی به نام «یکسال در میان ایرانیان» را به رشتة تحریر درآورده هنگام عبور از کاشان به اصفهان توقف کوتاهی در روستای «قهرود» کاشان واقع در سی کیلومتری شمال جوشقان قالی داشته و تحقیق مختصری را در مورد این زبان انجام داده است. او می‌نویسد:
«راجع به مبدأ و چگونگی پیدایش این زبان از مردم سؤال کردم ولی آن‌ها نتوانستند جوابی به من بدهند و همین قدر گفتند که فارسی قدیم است. در ایران فارسی قدیم به تمام لغات و ریشه‌هایی گفته می‌شود که در زبان‌های پهلوی جدید و پهلوی قدیم و ریشه‌های سانسکریت وجود داشته است اما این زبان محلی یک رشته زبان تقریباً مستقلی است که در قسمت مهمی از ایران و با تغییر لهجه متداول می‌باشد و زبان نطنزی همین زبان است. این زبان همچنین با زبان زردشتیان یزد و کرمان قرابت زیادی دارد.»

## در قدیم
فرهنگ جغرافیایی ایران ج ۳ می‌نویسد:
جوشقان قصبه مرکزی دهستان تابع بخش میمه شهرستان کاشان و به جوشقان قالی معروف است. جوشقان میمه را بواسطه معروفیت قالی آن جوشقان قالی می‌نامند. این قصبه در ۱۸ هزارگزی شمال میمه واقع و دارای ۲۷۶۶ تن جمعیت است. آب قصبه از ۷ رشته قنات و رودخانه کامو تأمین می‌گردد. محصول عمده آن غلات، حبوبات، انگور و سیب زمینی و میوه‌جات سردسیری و لبنیات و صنایع دستی قالی بافی بدون نقشه و کرباس بافی است. قالی‌های نقش جوشقان در کشور معروف است. خط تلفن کاشان به میمه از این قصبه می‌گذرد. راه فرعی ماشین رو به میمه و دبستان و ۲۰ باب دکان دارد. مزارع و روستای چوگان که مابین کامو و جوشقان است و حدود صد خانوار در آن زندگی می‌کنند که مسجد جامع ان در منطقه معروف است. راونج و چند مزرعه کوچک دیگر جزء این قصبه است. از آثار قدیم برج خرابه روی تپه مجاور و بنای امامزاده آن است.

## جغرافیا و تاریخچه جوشقان قالی
جوشقان قالی در حدود بیست کیلومتری شمال شهر مِیمه، حدود ۱۰۲ کیلومتری جنوب‌غربی شهر کاشان و هفده کیلومتری مشرق راه اصفهان ـ قم قرار دارد.
حجاری، ساخت ابزارهای سنگی، پالایش مواد، پیدایش لوله‌های سفالین انتقال آب در هزاره سوم قبل از میلاد، ساخت استخرهای مهار آب، طراحی وسایل مخصوص پالایش ماست بنام مشک، تولید آهک، ساخت طلا در منطقه پا سنگ زر، سفالگری، ساخت تجهیزات کشاورزی، ابداع ورزش‌های سنتی و ابزارهای مربوط به آن‌ها مانند نبی بازی، کازو، کالاچ و غیره، ساخت قفلهایی مانند کلون، قالی بافی، سفره بافی، گلیم بافی، علم تولید آلیاژ در هزاره‌های قبل از میلاد، علم گیاه‌شناسی و طب سنتی، ترویج کشاورزی، رکورد بذر گندم و سیب زمینی، استفاده از چرم در امر حفاظت از مواد غذایی از دیر بازمانند قلیه و دیگ‌های روغن و مشکوله‌های نگهداری ماستینه، تولید زغال، ابداع تنورهای گلی، صنعت آهنگری، نساجی و پشم ریسی و… از نبوغ منحصربه‌فرد این مردم است. همچنین جوشقان قالی  به دلیل اینکه در میان رشته کوه قرار گرفته و از یک طرف به دشت به اصطلاح جغرافیایی به آن مخروط افکنه میگویند.

## آب و هوا
در نزدیکی یکی از گرمترین نقاط کره زمین، این شهر سردسیر و ییلاقی قرار دارد که تا خودتان به این منطقه شگفت‌انگیز سفر نکنید باور نمی‌کنید که در کویری گرم و سوزان تکه‌ای از این بهشت سرسبز و زیبا جاخوش کرده است. تنها با رفتن به جوشقان قالی می‌توانید لذت برف بازی در نزدیکی کویر داغ راتجربه کنید و با دیدن زیبایی‌ها منحصربه‌فرد آن چشمان خود را نوازش دهید.